# Sulfeto de manganês(II)
Sulfeto de manganês (II) é um composto químico de manganês e enxofre. Ele ocorre na natureza como o mineral alabandita.